# Roman Karasjuk
Roman Ivanovyč Karasjuk (in ucraino Роман Іванович Карасюк?; Volodymyr, 27 marzo 1991) è un calciatore ucraino, centrocampista dell'Orlęta Radzyń Podlaski.

## Carriera

### Club
Ha giocato nella massima serie dei campionati ucraino e ungherese.

### Nazionale
Ha militato nelle nazionali giovanili ucraine Under-17, Under-18 ed Under-19.